# Grafenstock
Grafenstock è il nome colloquiale del municipio di Erding. Il complesso è registrato con il numero di pratica D-1-77-117-29 come edificio storico locale.

## Storia

### Castello

Il municipio visto dalla Chiesa ospedaliera dello Spirito Santo.

L'edificio fu costruito come castello da Johann Warmund Freiherr von Preysing-Moos (1567–1648). Attraverso il matrimonio il castello passò in possesso dei conti di Seinsheim e nel 1797 passò in mani borghesi. Nel 1825 la città di Erding acquistò l'edificio.

### Municipio
Dal 1866 è utilizzato come Nuovo Municipio. Solo nel 1912 furono aggiunti portali e stemmi alla proprietà, in precedenza piuttosto semplice.
Dal 1891 al 1917 l'edificio adiacente al municipio ospitò una filiale dell'ufficio postale e, fino al 1985, l'Erdinger Heimatmuseum (oggi Museo di Erding).